# MPlayer
Mplayer är en fri mediaspelare som klarar över 200 mediaformat. Den finns bland annat till Unix, Linux, Mac OS och Windows.

## Grafiska frontends
- KMPlayer
- KPlayer
- SMPlayer